# Landesamt für Zuwanderung und Flüchtlinge Schleswig-Holstein
Das Landesamt für Zuwanderung und Flüchtlinge Schleswig-Holstein (LaZuF) ist eine Landesoberbehörde des Landes Schleswig-Holstein und zuständig für die Aufnahme, Verteilung und Rückführung von Asylsuchenden sowie die zentrale Stelle für die Fachkräfteeinwanderung.

## Geschichte
Am 1. April 1993 wurde in Itzehoe das Landesamt als Landesamt für Ausländerangelegenheiten (LfA) gegründet. Seit 1998 hat die Behörde ihren Hauptsitz in Neumünster.
Vom 1. März 2000 bis zum 31. Dezember 2018 war Ulf Döhring der Direktor des Landesamtes. Mit Wirkung vom 1. Januar 2019 wurde der Jurist Dirk Gärtner mit der Wahrnehmung der Geschäfte der Leitung des Landesamtes beauftragt. Am 14. Februar 2020 wurde Gärtner offiziell in das Amt des Direktors eingeführt.
Im Mai 2020 kündigte der schleswig-holsteinische Ministerpräsident Daniel Günther (CDU) an, das Landesamt für Ausländerangelegenheiten in Landesamt für Zuwanderung und Flüchtlinge umbenennen zu wollen. Voraussetzung für die Umbenennung des Landesamtes war eine Änderung der Ausländer- und Aufnahmeverordnung. Nach entsprechender Änderung heißt das Landesamt seit dem 31. Juli 2020 offiziell Landesamt für Zuwanderung und Flüchtlinge Schleswig-Holstein. Vor Schleswig-Holstein hatte bereits das Land Berlin ein Landesamt für Einwanderung geschaffen.
Ministerpräsident Günther erläuterte bei einem Besuch des Landesamtes den neuen Namen wie folgt: „Zuwanderung ist inzwischen ein alltägliches Phänomen in Europa und vielen Staaten der Welt. Der neue Name umfasst nicht nur die Fluchtzuwanderung, sondern auch den Zuzug von Fachkräften, die unser Land so dringend braucht.“

## Aufgaben
Das Landesamt für Zuwanderung und Flüchtlinge ist für die Aufnahme, Registrierung, Verteilung, Beratung und zur Hilfe zu Integrationsmaßnahmen von Asylsuchenden, Bürgerkriegsflüchtlinge, Spätaussiedlern, jüdische Zuwanderern sowie im Rahmen bundesweiter humanitärer Aufnahmeaktionen aufgenommener Personen zuständig. Die Behörde bereitet auch Rückführungen bzw. Abschiebungen in eigener Zuständigkeit und in Amtshilfe für die schleswig-holsteinischen Ausländerbehörden vor und führt diese durch.
Das Landesamt ist seit dem 1. März 2020 zudem die zentrale Stelle für Fachkräfteeinwanderung in Schleswig-Holstein. Im Zuge des Regierungswechsels 2022 ging die Zuständigkeit für Abschiebungshafteinrichtungen in das Justizressort über.

## Organisation
Das Landesamt wird von dem Direktor geleitet und nach außen vertreten. Es gliedert sich in folgende vier Abteilungen:
- Abteilung 1 – Zentrale Dienste
- Abteilung 2 – Erstaufnahme, Verteilung
- Abteilung 3 – Rückkehrmanagement
- Abteilung 4 – Verfahrensbegleitung, Integrationsvorbereitung, Aufnahmeeinrichtungen

## Aufsicht
Die Rechts- und Fachaufsicht übt seit 2022 das Ministerium für Soziales, Jugend, Familie, Senioren, Integration und Gleichstellung des Landes Schleswig-Holstein aus. Zuvor war das Ministerium für Inneres, ländliche Räume, Integration und Gleichstellung zuständig.